# Haus am Schottentor
 (mai 2024).
 (mai 2024).

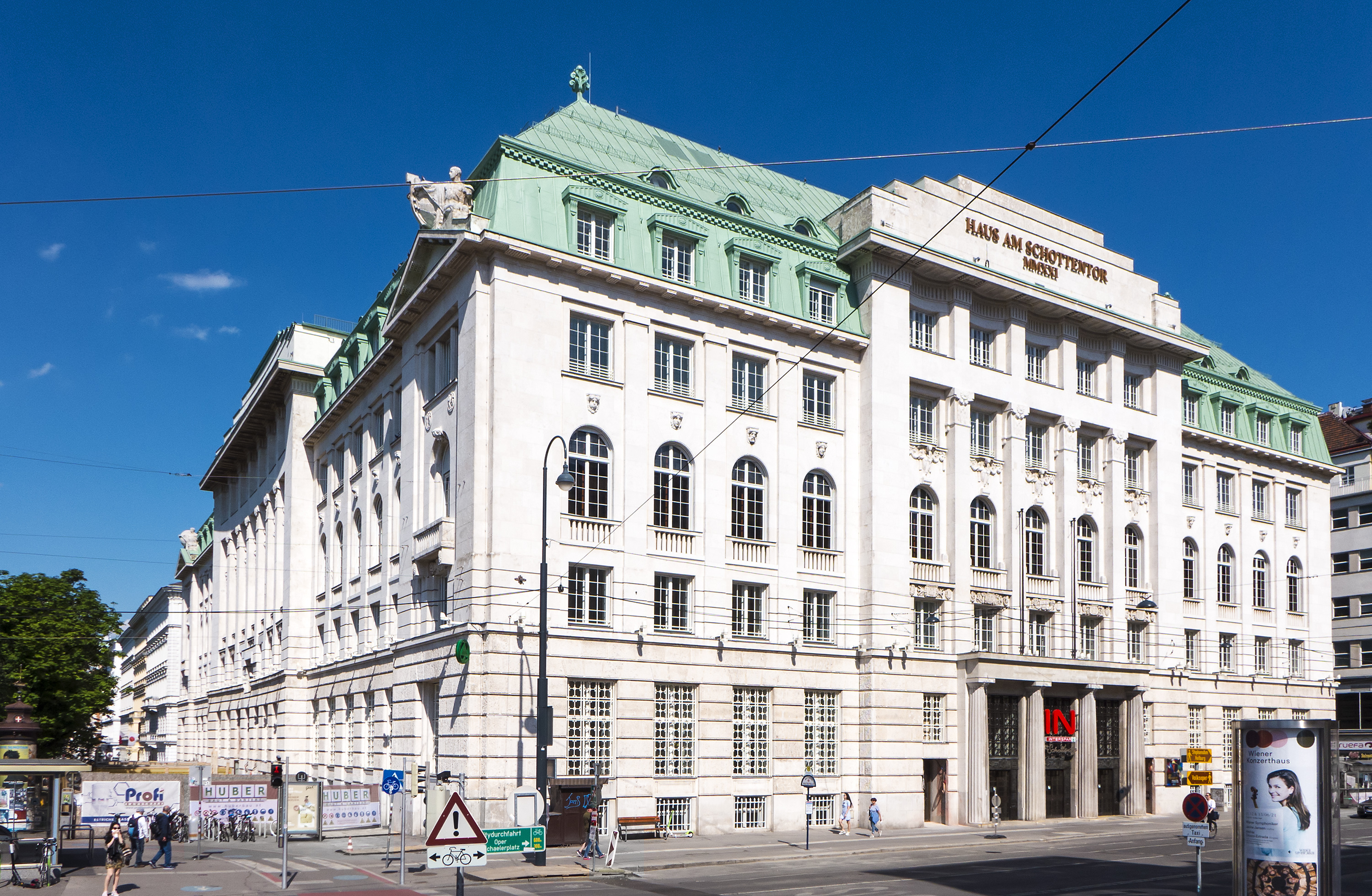
Haus am Schottentor, 1934 à 2002 Creditanstalt ; à droite : Schottengasse, à gauche : Schottenring

L'ancien siège de la banque autrichienne Credit Anstalt-Bankverein porte depuis 2019 le nom de Haus am Schottentor. Le bâtiment, édifié de 1909 à 1912 dans l'Innere Stadt à Vienne est un bâtiment classé. Sa construction a coûté 14 millions de couronnes avant la Première Guerre mondiale, soit plus de 60 millions d'euros en monnaie actuelle.

## Histoire

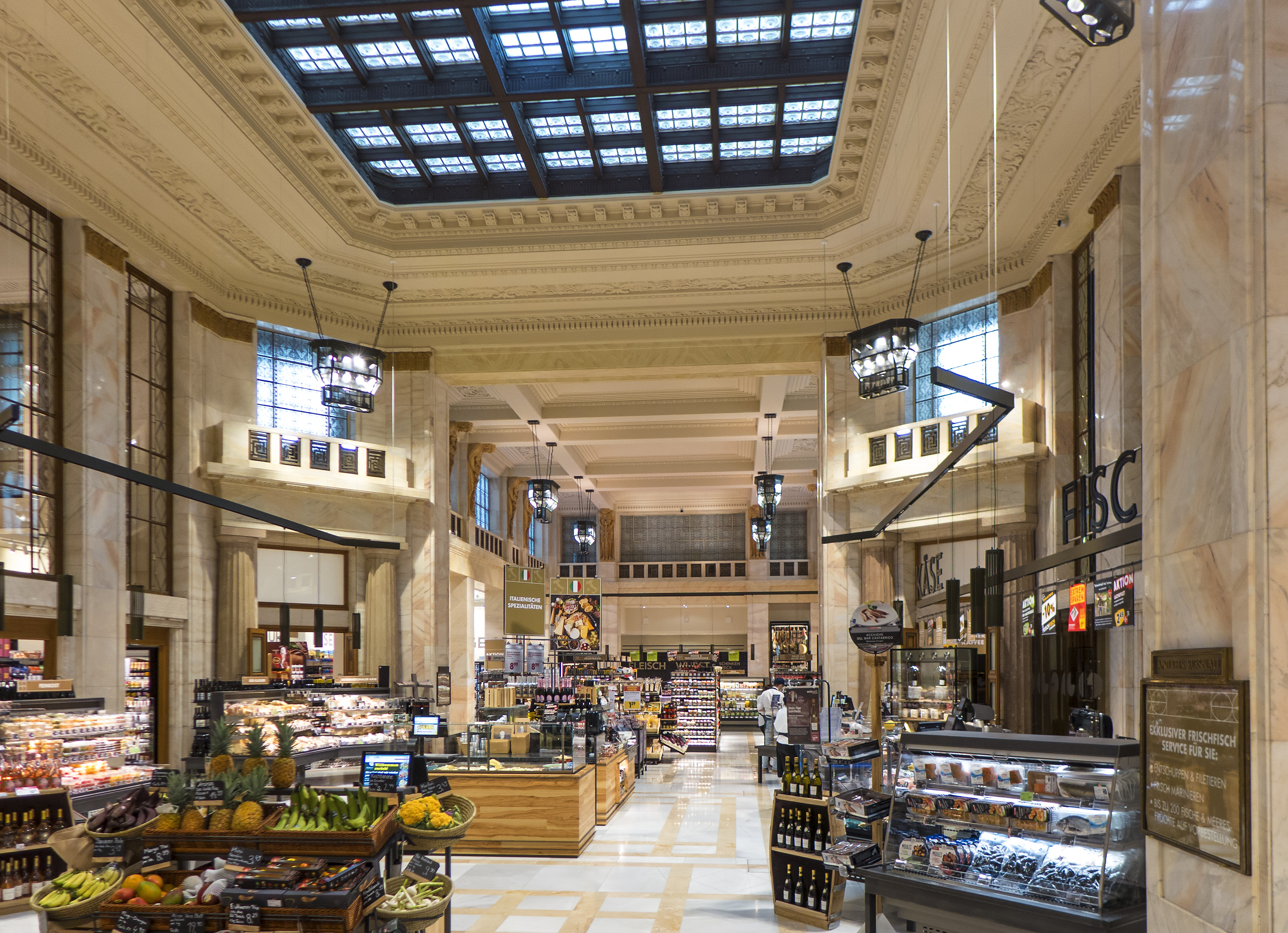
Caisse de l'ancienne Creditanstalt, aujourd'hui supermarché de luxe

La Haus am Schottentor a été construite de 1909 à 1912 comme siège principal du Bankverein de Vienne sur un projet des architectes Ernst Gotthilf et Alexander Neumann dans le quartier des banques et de la bourse de Vienne. Il a ensuite été utilisé de 1934 à 2002 comme siège de la banque Creditanstalt-Bankverein, aujourd'hui fusionnée. En 2002, il a été transféré à la Bank Austria, dont il a été le siège jusqu'en 2017.

## Architecture
Le cœur du bâtiment néoclassique est constitué d'ailes intérieures cruciformes et de quatre cours intérieures avec plafonds de verre. 
L'entrée principale se trouve désormais dans la Schottengasse, après que l'entrée avec des escaliers sur la façade côté Ring ait été démolie peu après la construction afin d'économiser la taxe d'escalier de l'époque. Le portail principal actuel est un portail à colonnes doriques avec trois axes et des reliefs sur les ailes de la porte. 
Lors de sa construction, le bâtiment était l'une des structures les plus modernes de Vienne. Il dispose d'un système de chauffage avec des radiateurs cachés avec eau chaude, déguisés en cheminée. 

## Nouvel usage
Après que la Bank Austria a quitté son ancien siège social en 2017, une nouvelle utilisation pour la Haus am Schottentor a été envisagée. L'architecte de la rénovation était Heinz Neumann et l'achèvement était prévu pour 2020. Un supermarché SPAR au rez-de-chaussée avec un espace restauration, un centre de fitness au sous-sol et le siège du réseau social Xing en Autriche ont été installés. Des parties du mobilier ancien ont été intégrées et l'entrée sur le Schottenring a été rouverte en 2021.